# ماهیچه تهیگاهی‌مازویی
ماهیچه تهیگاهی‌مازویی یا خاصره‌ای‌مازویی یا عضله ایلیوپسواس (به انگلیسی: Iliopsoas muscle) به ترکیب دو ماهیچه مازویی بزرگ (سوئز بزرگ) و تهیگاهی (ایلیوم) در انتهای خود گفته می‌شود. ماهیچه مازویی بزرگ از ستون مهره‌ها و ماهیچه خاصره‌ای از سطح داخلی استخوان تهیگاهی در ناحیه لگن شروع می‌شود.

## کارکرد
فیبرهای عضلانی این دو دسته (ماهیچه مازویی بزرگ و ماهیچه تهیگاهی) در ادامه به هم پیوسته و به صورت یک زردپی به برآمدگی (تروکانتر) کوچک استخوان ران متصل می‌شوند. وظیفه این عضله خم کردن مفصل ران و تا حدودی چرخش آن به خارج است.
ابوعلی سینا در کتاب قانون در طب از ماهیچه تهیگاهی‌مازویی به عنوان ماهیچه مضاعف نام برده و می‌نویسد: 
ماهیچه پنجم: ماهیچه‌ای است که در مفصل زانو جای دارد و در زیر پوشش زانو مخفی شده‌است و کارش همان است که ماهیچه میانی بر عهده دارد. بنظر می‌رسد شاید بخشی از اولین ماهیچه بازکننده ساق که به ماهیچه مضاعف تعریف شده‌است زانو را به‌طور عرضی گرفته باشد. در محل به‌هم رسیدن این بخش به زانو وتری بوجود آمده‌است که به حقه سُرین پیوسته‌است و آن را با جوانب خود پیوند داده‌است.‎

## نگارخانه

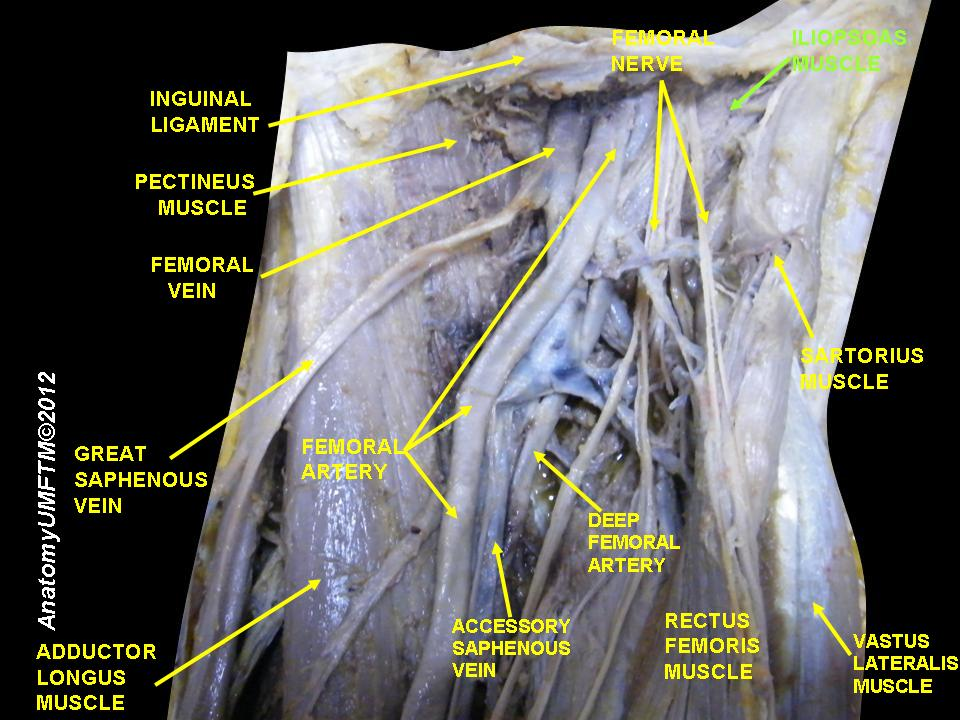